# Педагошко друштво Србије
Педагошко друштво Србије је добровољна струковна организација дипломираних педагога, односно професора педагогије и других који стручно и научно проучавају васпитање и образовање. Налази се у Београду у улици Теразије 26. Председница Педагошког друштва Србије је др Маја Врачар, а потпредседница Наташа Стојановић.

## Историјат
Претече Педагошког друштва Србије су били Филозофско–педагошко друштво основано 1898. и Академско педагошко друштво основано 1910. године.

### Педагошко друштво 1924.
„Пријатељи педагошке науке и васпитања омладине” су се окупили 16. маја 1924. године у згради Старог Универзитета на оснивачком састанку Педагошког друштва на ком је др Милан Шевић изабран за привременог председника Друштва, а за привременог пословођу др Бранислав Крстић. На Првој годишњој скупштини Друштва, 1925. године, на Рајићев предлог за почасног члана је изабран др Војислав Бакић. Године 1927. Друштво је бројало 108 чланова од којих је већина била из редова наставника Више педагошке школе у Београду. На основу Књиге записника је констатовано да је Друштво до половине 1923. године одржало седамдесет и један састанак и шест годишњих скупштина, као и да је на састанцима прочитано и дискутовано шездесет и пет реферата и предавања које је одржало више од тридесет предавача. Др Милан Шевић је преминуо 1934. године. Педагошко друштво је на ванредној скупштини 21. фебруара 1935. одржало комеморацију преминулом председнику и изабрана је нова управа и нови председник – Милорад Ванлић.

### Педагошко друштво НР Србије
После Другог светског рата су се педагози на научно–стручној основи удружили 31. маја 1949. када су основали Педагошко друштво Федеративне Народне Републике Југославије. Након удружења на савезном нивоу основана су и републичка друштва па је Педагошко друштво Народне Републике Србије основано крајем исте године. Педагошко друштво НР Србије било је члан Педагошког Друштва ФНРЈ. Оснивачка скупштина Педагошког друштва Народне Републике Југославије је одржана 25. децембра 1949. у сали Учитељске школе у Београду. Присуствовало је око седамдесет учесника. На Оснивачкој скупштини је дискутован и усвојен предлог Правила о организацији и раду Педагошког друштва. Према првом члану Правила Друштво је основано са циљем „да унапређује педагошку теорију и праксу и да окупља и представља педагошке раднике НР Србије”. Предвиђене активности су биле издавање публикација из области педагогије и психологије и сарадња у другим релевантним публикацијама, рад секција за поједине области педагошке и психолошке науке, стручна предавања са дискусијама, течајеви, сарадња са просветним органима и васпитним установама и са осталим педагошким и сродним друштвима, научне екскурзије и подршка члановима да учествују на скуповима на којима се расправљају за педагогију релевантне теме. Током 1950. године су основане у Београду секције Педагошког друштва за општу педагогику, историју педагогије, за планове, програме и уџбенике, за методике, за психологију, за предшколско васпитање, за ваншколски васпитни рад, за специјално школство, за стручну и дечију штампу, за стручно школство. Секције су почеле са радом наредне године када је Друштво добило просторије за рад на адреси Теразије 26. Часопис Настава и васпитање Педагошког друштва НР Србије, који и данас постоји, је покренут 1952. године са основном намером да се бави проблемима основношколске наставе. Тираж првог годишта је био 6000 примерака. На Четвртој скупштини Друштва 1955. године је изгласан и нови Статут чије су се главне измене односиле на пријем нових чланова, на обавезе чланова и на статус покрајинских пододбора.

### Педагошко друштво НР/СР Србије
Нови статут Педагошког друштва НР Србије је усвојен на скупштини која је одржана 27. априла 1962. Циљеви и задаци Друштва су преформулисани и конкретизовани, измењена је и организација Друштва, позиције подружница су јасније прецизиране и модификовани су критеријуми за пријем чланова. У статуту је Педагошко друштво НР Србије дефинисано као „стручнонаучно Друштво педагога које има за циљ да ради на унапређивању и популарисању педагошке теорије и праксе засноване на учењу марксизма–лењинизма”. Библиотека Педагошког друштва је отворена 1. јануара 1962. и током године ју је посетило 220 читалаца, углавном ученика учитељских школа и студената Више педагошке школе и Филозофског факултета. Следеће године је књижевни фонд увећан за неколико стотина књига поклона који су добијени од Јавног тужилаштва СРС и СФРЈ и од Института за Педагошка истраживања, па је библиотека располагала са 8051 књигом и примала је педесет и један часопис, од тога тридесет и три домаћа. Број корисника је био 649 лица, од тога 157 професора, педесет и пет наставника, шездесет и четири учитеља, 183 студената и 170 ученика. Библиотека је у том моменту представљала значајну институцију за стручно–научно усавршавање педагошких и просветних радника СР Србије због вредности њеног фонда књига и часописа. Секретаријат за просвету и културу Скупштине града Београда је донирао 400.000 динара за ангажовање хонорарног библиотекара и отварање библиотеке за стручну јавност на четири сата дневно. Упоредо са услуживањем читалаца извршено је сређивање несређеног књижевног фонда, израђен Правилник о раду и набављен је неопходни инвентар. Друштво је 1965. године увело додељивање диплома и признања заслужним појединцима и институцијама. Ова пракса је регулисана Правилником који је донет на Скупштини Друштва 1968. године, а до 1977. је додељено више од 150 диплома и признања. Октобра 1966. је потписан уговор са Педагошким друштвом Црне Горе којим је Настава и васпитање постала орган и Педагошког друштва СР Црне Горе. Уговор је важио до краја 1976. године када је покренут часопис Образовање и васпитање, који је постао и гласило Педагошког друштва СР Црне Горе.

### Педагошко друштво СР Србије
Током 1972. године је Извршни одбор приступио формирању три секције према радним местима педагога: Секција школских педагога, Секција педагога предшколских установа и Секција педагога у центрима за социјални рад. У периоду од 1972. до 1974. су биле активне следеће подружнице: Алексинац са двадесет чланова, Ваљево са тридесет, Врање са тридесет и четири, Пожаревац са осам, Шабац са шест и Београд са 160 чланова. Само у Београду се рад одвијао у оквиру више секција: Секција школских педагога је бројала тридесет и четири члана, Секција за социјалне установе је формирана на републичком нивоу и имала је двадесет и два члана, Секција предшколских установа није доставила податке али је била активна. Као нарочито активне подружнице се истичу оне у Алексинцу, Ваљеву и Крагујевцу. Нови Статут Друштва је донет 1974. године, а један од разлога је био проблем рада Друштва на локалном нивоу. У одељку о општим одредбама Статута Друштва се наводи да је Педагошко друштво организација педагога СР Србије. Наведено је да је циљ Друштва да доприноси унапређењу и популарисању педагошке теорије и праксе, заснованим на учењу марксизма–лењинизма, тековинама социјалистичке револуције народа Југославије и принципима самоуправног социјалистичког друштва Југославије. Радикална реорганизација Друштва у Савез Друштва је предузета 1977. године.

### Савез педагошких друштава СР Србије
Оснивачка скупштина Савеза педагошких друштава Социјалистичке Републике Србије је одржана у Београду 8. априла 1977. у згради Филозофског факултета. Тада је усвојен предлог Статута Савеза педагошких друштава СР Србије, изабрани су органи Савеза и утврђен је Општи програм рада Савеза. Истог дана је одржана и Свечана седница поводом јубилеја двадесет и пет година објављивања часописа Настава и васпитање. Савез педагошких друштава Социјалистичке Републике Србије је дефинисан Статутом као „самоуправна научно–стручна организација педагога СРС” коју чине педагошка друштва Социјалистичке Републике Србије и покрајинска друштва. Делатност Савеза је обухватала подручје Србије, а седиште Савеза је било у Београду. Органи Савеза су били Скупштина, Председништво, Секретаријат, Одбор самоуправне контроле и Одбор општенародне одбране и друштвене самозаштите. Прва скупштина Савеза је одржана 16. новембра 1979. на Тари када је поред осталих донета и Одлука о оснивању Фонда Милице и Милоша Б. Јанковић. Почетна новчана средства у износу од 100.000 динара у фонд је приложио Милош Б. Јанковић. Фонд је основан са циљем проучавања и публиковања радова о напредном учитељском покрету. Број чланова Савеза 1979. године је био укупно 663, а распоред по регионалним друштвима је био следећи: Београд 185, Јужноморавски регион седамдесет и четири, Краљевачко–чачански осамдесет и девет, Нишки деведесет и пет, Подрињско–колубарски 104, Подунавски двадесет и шест, Тимочко–борски четрдесет и пет, Титовоужички десет и Шумадијско–поморски тридесет и пет чланова. Чланови Савеза су учествовали на Четвртом конгресу педагога Југославије који је одржан у Будви октобра 1977. године. У сарадњи са Институтом за педагошка истраживања и са Одељењем за педагогију Савез је организовао Симпозијум Настава и учење у нашој самоуправној школи у Београду. Први конгрес педагога СР Србије је одржан у Чачку 28—30. октобра 1981. са темом Педагози у самоуправном социјалистичком преображају васпитања и образовања. Организовали су Летњи педагошки семинар у Аранђеловцу 1982. и Педагошки семинар у Светозареву 1983, Јануарске сусрете педагога Србије 1983. са две истраживачке теме: Истраживање и унапређивање самоуправног социјалистичког васпитно–образовног рада и Улога педагога у унапређивању васпитно–образовног рада и Јануарске сусрете педагога Србије 1984. са две теме: Радно васпитање и друштвено–корисни рад ученика основне школе и Актуелни проблеми у раду школског педагога. Организовано је и Педагошко вече поводом 100-годишњице обавезног основног образовања у СР Србији.

### Педагошко друштво Србије
На Скупштини Савеза педагошких друштава која је одржана 10. јануара 1992. на Филозофском факултету у Београду усвојен је нови Статут под називом Статут Педагошког друштва Србије. У Настави и васпитању за 1993. годину је објављен програм рада Педагошког друштва Србије за 1994—1995. Скупштина која је одржана 14. марта 1994. је именована као Скупштина Педагошког друштва Србије. Преименовање Савеза у Друштво је званично регистровано у Министарству унутрашњих послова Републике Србије 29. априла 1994. За председницу Педагошког друштва Србије је изабрана Мирјана Марковић, предшколски педагог. Према Статуту који је донет 1992. године Друштво је дефинисано као „стручно–научна асоцијација педагога Србије” која за циљ има подстицање и координирање активности педагога „на унапређивању васпитно–образовне праксе, развоју педагошке науке и остваривању других задатака својих чланова”. Педагошки салон као облик стручног окупљања је установљен 1994. године и деловао је кроз више циклуса предавања и разговора: Како опстати у 21. веку, Новости из света образовања, васпитања и педагошке праксе, као и кроз разговоре са гостима из иностранства. Друштво као нови облик стручног усавршавања уводи радионице које су обухватале мањи број учесника (до двадесет и седам), у трајању од два или три дана. Педагошко друштво је од 2001. године постало центар за учење наставника, родитеља и ученика кроз програме у којима су процес учења, поред педагога, укључени ученици и остали просветни радници. Етички кодекс педагога је усвојен на редовној скупштини 2007. године и има више функција: нормативну, професионалне слободе, информативну, функцију уједначавања, заштите педагога и представља основу за Суд части. Званични сајт Друштва је почео са радом јануара 2002. и тада је био један од ретких који се бавио тематиком образовања и васпитања и представљања струковних организација. Оснивач сајта је Соња Жарковић, тадашња председница Педагошког друштва Србије. Садржај сајта чини преко 900 страна и чланака, а од 2002. до данас сајт је имао преко милион посета што га сврстава у ред једног од најпосећенијих сајтова из области образовања у Србији. Године 2018. је Педагошко друштво обновило традицију додељивања признања заслуженим појединцима и установама, добитници су професор др Никола Поткоњак, Соња Жарковић, Невенка Крагуљац, Драгана Павловић Бренеселовић, Завод за вредновање квалитета образовања и васпитања и Биљана Радосављевић.

## Издавачка делатност Друштва
Издавачка делатност Друштва је обухватала часопис Настава и васпитање, зборнике радова са научних скупова, публикацију Инструменти за рад школског педагога која је објављена 1998. године као резултат вишегодишње сарадње Друштва, Института за педагошка истраживања и Одељења за педагогију и андрагогију Филозофског факултета у Београду. Друштво је 2000. године објавило и публикацију намењену родитељима и деци Како да будем добар ђак: кад, како и зашто треба да учим?. Исте године је у сарадњи са Креативним центром објављена и књига Панорама предшколства: прилог историји припремања, усавршавања и стваралаштва предшколских радника. Поред часописа Настава и васпитање од 2001. године издавачка делатност Друштва је развијена и у правцу објављивања приручника, тематских зборника са Сусрета педагога и других монографских публикација. Од 2001. до 2019. је објављено, поред часописа, још петнаест публикација. Као информативно гласило Педагошког друштва Србије су 2013. године покренуте Педагошке новине које излазе три пута годишње у тиражу од 500 примерака.

### Настава и васпитање
Издавачку делатност Друштва, која је била широко покренута током педесетих година, убрзо су зауставиле финансијске препреке те је она неко време била сведена на издавање два часописа – Настава и васпитање и Педагошке стварности. Часопис Настава и васпитање је 1963. године изашао у пет двоброја на 550 страница у тиражу од 3300 примерака. Није било устаљених рубрика али објављени прилози су могли да се групишу у неколико категорија: уводници, дидактика и методика, из праксе, размена искуства, истраживачки покушаји, питања за дискусију, педагошке идеје у Уставу, физичко и здравствено васпитање, историја школства, страно школство, оцене и прикази, ин мемориам, хроника, библиографија, писма читалаца. Године 1963. је часопис имао осамдесет и седам сарадника. Од следеће, 1964. године, и у наредних петнаест година, уредник часописа је био др Владета Тешић. Године 1965. је тираж повећан на 5000 и часопис је излазио у двобојима. Тематски је највише било прилога из области педагошко–наставне праксе. Зборник радова са симпозијума Социјалистичка педагошка библиотека „Будућност” (1908—1941), који је одржан 13. јуна 1975, објављен је исте године. Уз радове учесника симпозијума је објављена и библиографија Библиотеке Будућност. Учитељска стража (1935—1941) – социјалистички педагошки часопис је други наслов у оквиру Посебних издања часописа Настава и васпитање. Трећа публикација је библиографија часописа Настава и васпитање, објављена поводом двадесет пет година од покретања часописа.  Обе ове публикације су објављене 1976. године. Уз оснивање Савеза педагошких друштава 1977. године је обележено и двадесет и пет година објављивања часописа Настава и васпитање. Објављена је библиографија часописа, а јубилеј је свечано обележен. Штампано је 1977—1979. тринаест свезака са око 2000 страна текста. Објављено је око двеста стручних и научних прилога разноврсне тематике и садржаја. Године 1979. се тираж часописа усталио на 4300 примерака. Као Посебна издања часописа Настава и васпитање објављене су три публикације: био–библиографија Учитељска искра 1980, зборник радова поводом 100-годишњице рођења др Вићентија Ракића 1981. и преглед рада часописа Настава и васпитање поводом обележавања тридесет година објављивања. Главни и одговорни уредник часописа Настава и васпитање до краја 1993. године је био др Љубомир Коцић. Часопис је излазио тада у пет бројева годишње.

### Педагошке новине
Педагошко друштво Србије издаје и Педагошке новине, електронски часопис који је бесплатан за све чланове Друштва који су платили чланарину за текућу годину. Главни уредник Педагошких новина је Јела Станојевић, чланови редакције су Маја Врачар, Сања Југовић, Ирена Мучибабић, Тијана Ђокић, Ана Милановић, Негован Јоцић и Синиша Милак, сарадници су Наташа Стојановић, Биљана Радосављевић, Катарина Бошковић, Бојана Урошевић, Драгана Стевановић, Босиљка Милинковић, Марина Антонијевић, Зорица Голубовић, Невенка Крагуљац, Славица Тијанић, Дина Михаиловић, Данијела Алексић, Марина Петровић, КЦ „Чукарица” и технички уредник Алекса Еремија. Циљ Педагошких новина је да:
- прати визију развоја Педагошког друштва Србије
- информише о актуелним дешавањима у области образовне политике у Србији и месту и улози педагога у њима
- указује на значај професије педагога, концепта целоживотног учења и професионалног напредовања
- размењује знања, искуства и информације
- прати савремена научна истраживања и достигнућа педагошке науке.

## Циљеви
Циљеви Педагошког друштва Србије су:
- организовање и подстицање педагога да професионалним, одговорним и стручним обављањем посла допринесу угледу и бољем друштвеном статусу професије
- давање доприноса у креирању образовних политика у Републици Србији
- учешће у развоју педагошке науке
- подстицање практичара на истраживачки рад и учешће у научно–истраживачким пројектима
- пружање доприноса креирању и имплементацији функционалне образовне политике на основу реализације истраживачких и развојних, образовних и иновативних пројеката и активности
- остваривање (самостално или у сарадњи са другим издавачима) издавачке делатности – уређивањем и издавањем часописа Настава и васпитање, монографских дела, тематских зборника са научно–истраживачких скупова, приручника, јавних гласила и слично
- организовање научно–стручних скупова и округлих столова
- остваривање сарадње са другим струковним и научно–истраживачким организацијама у области истраживања, издаваштва, планирања и реализације пројеката–програма у области образовања и васпитања
- пружање доприноса професионалном усавршавању и напредовању својих чланова, правовременом информисању својих чланова о свим актуелним питањима професије и делатности, аутономије и одговорности педагога у образовању и васпитању
- пружање стручних и других услуга кроз примену савремених достигнућа педагошке науке и праксе
- пружање доприноса заштити професионалних интереса, статуса и угледа својих чланова
- решавање статусних и других питања од значаја за рад својих чланова
- давање доприноса професионалном усавршавању директора, наставника, васпитача и других стручних сарадника, као и осталих заинтересованих стручњака у области образовања и васпитања
- развијање сарадње са државним органима надлежним за област образовања и васпитања, стручним институцијама надлежним за унапређивање и вредновање квалитета образовања и васпитања, факултетима за образовање стручних профила у области образовања и васпитања, научно–истраживачким институцијама, другим стручним удружењима у земљи и иностранству
- организовање и реализација образовних програма за децу и младе, родитеље деце и ученика, као и пружање образовних услуга за заинтересоване појединце или циљне групе
- пружање стручне подршке и помоћи педагозима – приправницима, стручним сарадницима, менторима, школама, предшколским установама и домовима ученика
- пружање услуга едукације за различите циљне групе путем акредитованих и других програма стручног усавршавања
- остваривање и других активности у оквиру области деловања Педагошког друштва
- остваривање програма менторства (увођења педагога приправника у посао у циљу полагања испита за лиценцу)
- остваривање сарадње са институцијама из области културе